# Euronext
Euronext N.V. es una bolsa de valores paneuropea con sede en Ámsterdam. Se constituyó el 22 de septiembre de 2000 como un grupo de bolsas de valores europeo derivado de la fusión de la Bolsa de París, Bolsa de Ámsterdam y Bolsa de Bruselas. Tiene representación en Bélgica, Francia, Países Bajos, Portugal, Dublín, Oslo y Reino Unido.
Euronext en el año 2002 creció con la entrada de BVLP (Bolsa de Valores de Lisboa y Oporto) y la LIFFE (London International Financial Futures and Options Exchange, en inglés, Mercado Internacional de Futuros y Opciones de Londres). En 2018 se incorporó a Euronext el ISE (Irish Stock Exchange) con sede en Dublín, en 2019 se incorporó la Bolsa de Oslo y en 2021 la bolsa de Milán.
El mercado Euronext, es el primer mercado integrado europeo de negociación de acciones, bonos y derivados.

## Estructura
El mercado Euronext Ámsterdam se divide en el Mercado Oficial y el Euro NM. En el Mercado Oficial cotizan 225 compañías neerlandesas, 140 empresas extranjeras y 220 instituciones de inversión. El Mercado NM Euro está reservado a empresas innovadoras de alto crecimiento. En 2007 formó junto a la estadounidense NYSE la principal compañía bursátil del mundo: NYSE Euronext, con sede central en Nueva York.
En Europa está compuesta por:
- Euronext Paris (Bolsa de París)
- Euronext Ámsterdam (Bolsa de Ámsterdam)
- Euronext Brussels (Bolsa de Bruselas)
- Euronext Lisboa (Bolsa de Valores de Lisboa y Oporto)
- Euronext Dublín (Bolsa de Valores de Dublín)
- Euronext Oslo  (Bolsa de Valores de Oslo)
- Euronext Milán  (Bolsa de Valores de Milán)
- Euronext LIFFE (London International Financial Futures and Options Exchange). Fue renombrada como ICE Futures Europe después de una serie de fusiones y adquisiciones que la dejaron bajo la propiedad de Intercontinental Exchange (ICE).

## Índices
Euronext gestiona varios índices bursátiles nacionales, así como índices paneuropeos regionales, sectoriales y estratégicos.
| Nombre       | Símbolo     | Moneda      |
| Paneuropeos  | Paneuropeos | Paneuropeos |
| ------------ | ----------- | ----------- |
| Euronext 100 | N100        | EUR         |
| Nacionales   |             |             |
| AEX          | AEX         | EUR         |
| BEL 20       | BEL20       | EUR         |
| CAC 40       | PX1         | EUR         |
| ISEQ 20      | ISEQ20      | EUR         |
| PSI 20       | PSI20       | EUR         |
| FTSE MIB     | FTSE MIB    | EUR         |
| OBX 25       | OBX         | NOK         |